# Ghiaccio nero
Ghiaccio nero (titolo originale The Black Ice) è un romanzo poliziesco dello scrittore statunitense Michael Connelly, pubblicato nel 1993, il secondo della serie avente come protagonista il detective Harry Bosch.

## Storia editoriale
Il libro ha avuto molte edizioni e ristampe in lingua originale; inoltre è stato tradotto in giapponese, polacco, olandese, croato, turco, serbo, tedesco, cinese, svedese, italiano e altre lingue.

## Trama

### La notte di Natale
Los Angeles, giorno di Natale. Dopo alcuni giorni dalla sua scomparsa viene trovato, in uno squallido motel di Hollywood, il corpo di Cal Moore, un detective della squadra anti-narcotici, la BANG (Boulevard Anti-Narcotics Group). All'apparenza l'uomo, che si era da poco tempo separato dalla moglie, si è suicidato con una doppietta, lasciando un enigmatico biglietto di addio: «Ho scoperto chi ero».
Harry Bosch, detective della squadra omicidi della divisione Hollywood, è di turno e a casa sta ascoltando i messaggi radio sulle frequenze della polizia. Quando giunge la notizia del ritrovamento del corpo di Moore in una stanza del motel dell'Hideaway, Bosch viene ignorato, benché il fatto sia avvenuto in una zona di competenza della divisione Hollywood.
Per il suicidio di Moore, che risale a circa sei giorni dalla scomparsa, sono arrivati al motel Hideaway nomi di spicco della polizia di Los Angeles: Irvin Irving, Aiuto Capo della Polizia, Sheehan, detective della DRO, la Divisione Rapine-Omicidi, e John Chastain, detective della DIA, la Divisione Affari Interni. Nonostante non sia stato coinvolto ufficialmente, Bosch si reca sul luogo del ritrovamento e può constatare di persona i dettagli della scena del suicidio. Moore è appoggiato alla vasca del bagno dove si è sparato con un fucile in faccia; il colpo ha distrutto l'intero cranio. Sul braccio destro del cadavere vi è un tatuaggio che rappresenta un viso di diavolo sogghignante sotto un'aureola. Per il riconoscimento del corpo in putrefazione vengono utilizzate le impronte trovate nel motel che vengono poste a confronto con quelle portate sul posto da Irving prese dal fascicolo personale del poliziotto.
Per tenere lontano dalla scena Bosch Irving lo incarica di comunicare alla ex moglie dell'agente quanto è capitato. Questo particolare è sufficiente per Bosch per sentirsi, malgrado lo sforzo dei vertici, parte dell'indagine, tanto più che intuisce l'esistenza di un'altra verità.
Bosch non conosceva molto Moore anche se lo aveva incontrato proprio poco tempo prima quando lo aveva interpellato per ottenere delle informazioni su un omicidio in cui si era imbattuto: quello di Jimmy Kapps coinvolto nel traffico di un nuovo tipo di droga proveniente dalle Hawaii, il vetro, una mistura di più droghe. Da qualche anno anche i cartelli messicani si stavano interessando al nuovo business cercando di soppiantare gli hawaiani nel nuovo business, che i latini chiamano ghiaccio nero.
Bosch si reca a casa della ex moglie di Moore, Sylvia e sente subito una forte attrazione per quella donna. Sylvia gli racconta che ultimamente la DIA si era occupata del marito dopo una lettera anonima pervenuta agli affari interni. Negli ultimi tempi Moore era diventato via via più malinconico, sprofondato in quello che era stato il suo passato.

### Nuovi casi
Avvicinandosi la fine dell’anno il comandante della divisione Hollywood coinvolge Bosch in nuove indagini. Mentre infatti il detective ha risolto la gran parte dei casi che gli sono stati affidati, altri detective e in particolare Porter, un poliziotto ormai sprofondato nell'alcolismo, non hanno raggiunto almeno il 50% dei casi risolti. Per questo motivo il capo affida a Bosch i casi irrisolti di Porter in modo da provare ad alzare la percentuale entro il capodanno. Tra tutti i casi irrisolti Bosch decide di concentrarsi su quello di un uomo latino che era stato trovato morto nel retro di un bar, l'All-American Egg and I. L’identità dell’uomo non era stata ancora riconosciuta e pertanto viene indicato nei documenti con il nome in codice Juan Doe # 67.
Tom Rickard e gli altri colleghi della squadra di Moore consegnano a Bosch un plico che l'agente aveva preparato e nascosto con l’indicazione di consegnarla a Bosch contenente informazioni sul traffico di droga organizzati da Humberto Zorrillo. Zorrillo, chiamato “el papa” vive in ranch dove alleva tori che copre un'area di 6 000 acri a sud-ovest di Mexicali, città messicana di confine con gli USA da dove secondo la DEA conduce il suo traffico. Tra le varie informazioni sul traffico Moore ha inserito anche i verbali dell’arresto di un tale Dance trovato con della droga, ma uscito immediatamente dal carcere grazie al pagamento della cauzione. Moore segnala anche il nome di Rene Corvo suo contatto alla DEA.
Come Bosch aveva previsto l'autopsia conferma i dubbi sul suicidio di Moore e per questa ragione la polizia è costretta a comunicare ai giornali che l’esame del cadavere ha fornito risultati “inconcludenti”.  Questa formulazione è l'unica che consente di non ammettere la possibilità che si sia trattato di un omicidio che getterebbe ombre sul poliziotto e quindi sul dipartimento. Bosch contatta Teresa Corazòn la patologa che ha eseguito l'autopsia, una donna che era stata una vecchia fiamma del detective, Durante la nottata che i due trascorrono assieme Teresa racconta a Bosch quanto ha scoperto nel corso dell'autopsia: l'uomo ha ricevuto un colpo di arma da fuoco sulla nuca prima del colpo di fucile. La mattina seguente Bosch passa le informazioni al giornalista Bremmer del Los Angeles Times che pubblica la notizia creando grande imbarazzo della polizia. Secondo la patologa anche dall'autopsia di Juan Doe # 67 sono emerse altre stranezze: all'interno del suo stomaco e nella narice sono state trovate delle larve di un moscerino che distrugge i raccolti di frutta della California. Il Dipartimento dell'Agricoltura combatte questa minaccia liberando milioni di moscerini resi sterili. La sterilizzazione è appaltata a una società privata che ha uno stabilimento a Mexicali; i moscerini così trattati sono colorati di rosa per un loro riconoscimento. Quelli trovati nel corpo di Juan Doe # 67 sono colorati ma non sono però sterili e questo può significare solo che gli stessi siano stati ingeriti dall'uomo proprio a Mexicali prima che gli stessi venissero trattati. L'uomo è stato quindi ucciso oltre confine e il cadavere trasportato a Los Angeles.
Bosch visita tutti i bar per nottambuli alla ricerca di Porter, finché raggiunge il collega al Pub's. In modo duro si fa raccontare quanto sa dell'omicidio di Juan Doe # 67 e il motivo per il quale non aveva indicato chiaramente nei verbali che era stato Moore a scoprire il corpo. Però dopo che lo ha lasciato solo per un attimo in bagno Porter sparisce.
Da un amico che lavora alla divisione immigrazione Bosch scopre che un certo Carlos Aguila della polizia di Mexicali ha chiesto informazioni sulla scomparsa di un uomo, Fernal Gutierrez-Llosa, un bracciante che corrisponde alla descrizione dell'uomo senza nome su cui sta indagando.

### Tutto porta a Mexicali
Bosch incomincia a rendersi conto che la soluzione del caso deve necessariamente essere ricercata a Mexicali, ma prima di ogni altra mossa decide di recarsi alla sede del Medfly Eradication Project per ottenere informazioni sui moscerini trovati nello stomaco del bracciante assassinato e sulla EnviroBreed, la società di Mexicali appaltatrice per la riproduzione degli insetti. Bosch incontra anche Rene Corvo e aggiunge nuove informazioni ai frammenti della sua indagine: Zorrillo è ormai il capo indiscusso della mafia messicana e la DEA sta conducendo delle indagini a Mexicali coordinandosi con i Federales perché è certo che la polizia locale è corrotta e controllata da Zorrillo. Scopre anche che il trafficante viene da un barrio povero il cui simbolo è il diavolo con l'aureola, proprio la stessa immagine tatuata sul corpo di Moore. Corvo decide di puntare su Bosch e lo informa che quando si troverà a Mexicali sarà contattato dall'agente Ramos che coordina sul posto le operazioni della DEA.
Lasciato Corvo, Bosch decide di fare irruzione nell'appartamento dove aveva vissuto negli ultimi mesi Moore dopo che ha lasciato la moglie. Bosch rovista nelì'appartamento che era già stato controllato da numerosi poliziotti. L'appartamento non presenta segni di personalizzazione tranne forse una cornice vuota che conteneva una fotografia e una scatola di stivali vuota con la scritta “Snakes”. La cosa più interessante era un grosso pacco di foto, una delle poche cose a parte i vestiti che Moore si era portato dalla vecchia casa, a alle foto ritraevano Moore con la madre, una cameriera; alcune vicine a una casa che sembrava una torre. In un'altra era ritratto con un ragazzino, forse un fratello. Mentre sta guardando le foto Bosch sente dei rumori e Sylvia entra nell’appartamento; è venuta a prendere l'uniforme da cerimonia di Moore da portare all'obitorio. I due si mettono a parlare fino a quando tra i due esplode l'attrazione e si buttano sul letto a fare l'amore.
Giunto a Mexicali si reca subito all'ufficio della polizia. Il primo incontro con il capitano Grena non è certo dei più produttivi; al contrario Bosch prova subito una certa fiducia e simpatia per Carlos Aguila. Assieme vanno dalla moglie di Fernal Gutierrez-Llosa per il riconoscimento, nel barrio la Ciudad de las Personas Perdutas, una della baraccopoli di Mexicali sorte fin dalla nascita della città, creata agli inizi del Novecento dalla Colorado River Land Company per attirare manodopera necessaria alla raccolta della verdura e del cotone. Rilevando le impronte Bosch e Aguila trovano delle ricevute per il lavoro svolto da Fernal all'EnviroBreed, l'impianto di riproduzione dei Moschino. Si recano alla fabbrica per interrogare il direttore e un certo Ely che nega però di conoscere il morto. L'impianto si trova proprio di fronte al ranch di Zorrillo.

### I vari tasselli si incastrano
Rientrato all'Hotel Colorado Bosch telefona a Edgar per scoprire che il motivo per cui tutti lo stanno cercando è il ritrovamento del cadavere di Porter al Sunshine Canyon, che è stato ucciso anch'esso con un filo di ferro. Bosch si rende conto che Porter non era fuggito dal pub ma che era stato prelevato da qualcuno, e si ricorda di un uomo con tatuate delle lacrime agli occhi seduto ai tavoli del bar. Fa una telefonata a Teresa per scoprire che il filo di ferro che ha ucciso Porter è lo stesso utilizzato per uccidere Jimmy Kapps. Chiama anche Irving che gli intima di tornare immediatamente. Bosch sa che ormai può solo continuare le indagini, ne va del suo stesso futuro, ormai tutti sanno che ha visto Porter poco prima che questi fosse ucciso. Solamente risolvendo il caso potrà giustificare la sua insubordinazione.
Riceve la visita di Ramos, l'agente speciale della DEA, che lo informa che è imminente un’incursione alla fabbrica e al ranch per catturare Zorrillo e che lui farà parte dell'azione. Poco dopo che l'agente ha lasciato la stanza Bosch sente il rumore di un tamponamento sulla strada e mentre si sporge per verificare l'accaduto uno sparo lo ferisce di striscio.
Avvisato Aguila del fatto, Bosch decide che è arrivato il momento di passare all'azione. Si reca all'EnviroBreed attendendo che tutti lascino la fabbrica per la chiusura: addormentati i due cani di guardia entra nell’edificio. In uno dei locali Bosch scopre la botola che dà accesso ad un sotterraneo che probabilmente porta al Ranch. Attraverso il tunnel Zorrillo si assicurava di trasferire la merce e far passare i suoi uomini senza essere visto. Si rende conto che la camera è sorvegliata da una telecamera che sicuramente ha ripreso la sua irruzione per cui si affretta a uscire per non essere sorpreso.
La mattina seguente Bosch incontra Ramos per scambiarsi le nuove informazioni e viene a sapere che Zorrillo è riuscito a conquistare il potere grazie anche a un sicario che era cresciuto con lui nel barrio, un tale Arpis che aveva via via eliminato tutti gli avversari. Quando eliminavano qualcuno facevano circolare la voce che "El descubrio quien era" (Ha scoperto chi era), proprio il messaggio trovato con il cadavere di Moore. C'era ancora tempo per una visita a Calexito per scoprire qualcosa sul “castello” e sull'uomo anziano presente in alcune foto di Moore. Informandosi Bosch scopre che la torre era appartenuta a quello che era stato un dirigente della “Colorado River Land Company”, Cecil Moore. Il “castello” è da tempo vuoto ma una vecchia signora che abita nelle vicinanze racconta che il bambino di cui le mostra le foto ha vissuto li per alcuni anni con la madre, una cameriera. Tutti gli anni, il bambino che è diventato un uomo è tornato regolarmente a osservare quella che una volta era stata la sua abitazione. Moore era il figlio che il vecchio Cecil aveva avuto dalla domestica, ma quando l'uomo aveva scoperto che la donna aveva un altro uomo l'aveva scacciata dalla casa con il figlio piccolo.

### L’attacco
Finalmente è arrivato il giorno dell'irruzione e Bosch con Aguila si recano al punto organizzativo dell'azione in un hangar dell'aeroporto, dove sono già presenti Corvo e Ramos con le squadre speciali e i federali messicani.
L’attacco è previsto per la notte, mentre i federali messicani avrebbero occupato l’intero ranch e la fabbrica, tre elicotteri avrebbero trasportato le squadre speciali dell’antidroga USA, i CLET, sopra gli obiettivi. Mentre Ramos dirige le operazioni da terra, Corvo con Bosch e Aguila coordina dal un elicottero. Bosch può vedere sotto di se lo svilupparsi della scena, compresa una Jeep allontanarsi nei campi. L’attacco dura pochi minuti e finiti gli spari l’elicottero del comando atterra. Corvo riceve direttamente le informazioni: un uomo dei CLET è rimasto ucciso dal fuoco amico, all’interno dei capannoni vengono trovati i laboratori e i depositi della droga, però di Zorrillo non c’è traccia. Entrando negli uffici trovano il corpo del capitano Grena e quello di Arpis, il sicario che Bosch riconosce essere l’uomo che ha visto al Pub’s mentre stava parlando con Porter. Probabilmente era stato lo stesso Zorrillo a liquidare i suoi due uomini.
Bosch con l’agente Ramos decide di provare a rintracciare la Jeep con cui è forse fuggito Zorrillo utilizzando uno degli elicotteri. Avvistata la Jeep l’elicottero scende a terra per far scendere gli uomini, ma quando i rotori sono ancora accesi un forte colpo fa ribaltare il velivolo che va in frantumi. Un grosso toro ha colpito la fiancata dell’elicottero. Mentre cercano di porsi al riparo il toro attacca ancora colpendo in pieno Ramos. Bosch e Aguila decidono di entrare nella stalla dei tori dove vedono subito la botola che porta al tunnel. Bosch è il primo a calarsi. Arrivati alla fine del tunnel Bosch si rende conto che l’apertura non dà come pensava al locale dove era stato qualche giorno prima. I tunnel sono due e con questo svaniva la possibilità che gli uomini appostati nella fabbrica potessero arrestare Zorrillo. Sopraggiunto Corvo scoprono di trovarsi all’interno di un’altra fabbrica che si trovava nelle vicinanze del ranch. Esplorando il terreno in cerca di tracce Aguila si accorse di un segno di suoli di stivali sulla segatura che avevano impresso nel terreno la lettera "S" formata da un serpente ricurvo.

### Conclusione
La mattina seguente Bosch ritorna a Calexico. Ormai aveva in mano tutti gli elementi del caso. Quando vede l’impronta degli stivali ripensa alla scatola vuota trovata nell’abitazione di Moore e si stupsce di non aver pensato prima a quanto questo poteva significare. Per prima cosa Bosch chiama Teresa per annunciarle che l’uomo che stanno per seppellire quella mattina con tutti gli onori non è Moore. Le spiega che Moore aveva accesso al suo fascicolo personale e aveva quindi inserito nello stesso le impronte di Zorrillo, le stesse impronte che Irving aveva portato sul luogo del presunto suicidio. Moore conosceva bene Irving e sapeva che l’aiuto capo avrebbe portato con sé il fascicolo per accelerare i tempi anziché usare quella nel database del Dipartimento di Giustizia. Moore avrebbe attirato Zorrillo nel motel e lo avrebbe ucciso per prendere il suo posto. Il messaggio “ho scoperto chi ero” era rivolto allo stesso Zorrillo. Alla fine Bosch chiede aiuto a Teresa perché controlli nel database della giustizia. Bosch sa anche che Teresa lo avrebbe aiutato perché in questo modo aveva in pugno Irving e lo avrebbe costretto ad appoggiarla alla carica di capo patologo.
Salutata Teresa si dirige al Castillo de Los Ojos sapendo di trovare li Moore. Come aveva previsto trova fuori un furgone della Mexitec con cui l’ex poliziotto era fuggito. Salito sulla torre trova Moore. Iniziano a parlare. Moore spiega che è stato facile convincere con i soldi gli uomini di Zorrillo. Aveva deciso di programmare tutto per riprendersi la sua vita dopo che il padre lo aveva cacciato, la decisione era venuta dopo aver avuto la notizia della morte del padre. Moore spiega a Bosch che lo aveva coinvolto come piano di riserva sapendo che se non avesse funzionato il suicidio Bosch si sarebbe accordo che si trattava di un omicidio. Moore offre soldi a Bosch per lasciarlo andare. Al suo rifiuto Moore estrae la pistola ma Bosch riesce ad antiparlo scaricandogli la doppietta sul volto.

### Epilogo
Bosch rientro in tempo per le ultime fasi del funerale. Per prima incontra Teresa che gli conferma l’esattezza delle sue intuizioni. La donna si muove subito informando Irving; ormai la promozione è sua. Quando Irving vede Bosch si avvicina a lui. Gli comunica di avere aperto un fascicolo disciplinare contro di lui, ma gli chiede se deve fermare il funerale. Bosch lo informa che non deve preoccuparsi di questo e che deve fidarsi di lui. In poco tempo il corpo di Moore si sarebbe decomposto totalmente senza lasciare alcuna possibilità di identificazione. Irving informa Bosch che tutta la rete del traffico è stata smantellata dalla DEA.

## Personaggi
- Hyeronimous (Harry) Bosch - detective della divisione Hollywood della Polizia di Los Angeles
- Calexico (Cal) Moore - agente delle narcotici della polizia di Los Angeles
- Sylvia Moore - ex moglie dell'agente Moore
- Lucius Porter - detective della divisione Hollywood della Polizia di Los Angeles
- Jerry Edgar - detective della divisione Hollywood della Polizia di Los Angeles, partner di Bosch
- Tom Rickard - agente della narcotici della Polizia di Los Angeles, collega di Moore
- Donovan - agente della Divisione Indagini Scientifiche della Polizia di Los Angeles
- Irvin Irving - aiuto capo della polizia di Los Angeles
- Harvey (Novantotto) Pounds - tenente, capo della divisione Hollywood della polizia di Los Angeles
- John Chastain - agente della Divisioni Affari Interni della Polizia di Los Angeles che indaga sulla morte di Moore
- Sheehan - detective della Divisione Rapina Omicidi della Polizia di Los Angeles che coordina le indagini sulla morte
- Rene Corvo - agente speciale della DEA
- Ramos - agente speciale della DEA che coordina le operazioni a Mexicali
- Teresa Corazòn - patologa
- James Kappalanni, alias Jimmy Kapps - trafficante di droga hawaiano
- Juan Doe # 67 (Fernal Gutierrez-Llosa) - nome in codice per identificare un uomo latino trovato morto nel retro di un bar a Los Angeles
- Marvin Dance - trafficante di droga appartenente al cartello di Zorrillo
- Humberto Zorrillo - capo del cartello di narcotrafficanti di Mexicali
- Carlos Aguila - Polizia di Mexicali
- Gustavo Grena - capitano della Polizia di Mexicali, capo di Aguila

## Edizioni italiane
- Ghiaccio nero, collana Giallo & Nero, traduzione di Gianni Montanari, Milano, Hobby & Work Italiana Editrice, 1998,  pp. 384, ISBN 978-88-7133-433-2. - Milano, Mondolibri, 2001.
- Ghiaccio nero, collana Mini Pocket, traduzione di Gianni Montanari, Casale Monferrato, Piemme, 2002,  pp. 393, cap. 9, ISBN 88-384-8212-8. - Collana Maestri del thriller, Piemme, 2004, ISBN 978-88-384-8290-8; Collana Pocket, Piemme, 2004, ISBN 978-88-384-8274-8; Collana Bestseller, Piemme, febbraio 2008, ISBN 978-88-384-8836-8; Milano, Mondadori, 2010; Collana Pickwick, Piemme, 2013, ISBN 978-88-683-6690-2; Collezione Harry Bosch n.2, in allegato a Gente, Milano, Gente Compiega Narrativa-Hearst Magazines Italia, 10 luglio 2025, ISBN 977-00-166-9439-5.
- Harry Bosch Collection: La memoria del topo. Ghiaccio nero. La bionda di cemento, Collana Piemme Pocket, Casale Monferrato, Piemme, 2005, ISBN 978-88-384-1073-4.